# Henri-Pierre Delaage
Henri-Pierre Delaage (Angers, 23 gennaio 1766 – Angers, 22 dicembre 1840) è stato un generale francese.

## Biografia

### I primi anni e la Rivoluzione
Henri-Pierre Delaage fu figlio unico di Jean-Pierre-Germain Delaage, direttore dell'economato della diocesi di Angers. Henri-Pierre trascorse la sua infanzia tra la casa dei genitori, in città, e la proprietà di famiglia a Vaugoyeau, presso Saint-Barthélemy (oggi Saint-Barthélemy-d'Anjou). Dopo studi di buon livello, dato il suo ambiente familiare, Henri-Pierre iniziò la propria attività nell'ambito dell'economato della diocesi.
Avrebbe potuto avere una carriera  sulle orme del padre, ma  il giovane Henri-Pierre, patriottico e di temperamento focoso, si orientò in tutt'altra direzione. Gli avvenimenti del 1789 a Parigi crearono disordini sociali, il che portò la borghesia angioina a formare un corpo di volontari incaricati di assicurare la "tranquillità pubblica". Henri divenne  uno dei cannonieri volontari di Angers, con il grado di sergente.
Nel 1791, con la creazione del Corpo dei Volontari Nazionali incaricati di difendere i confini orientali, Delaage decise di arruolarsi nel 1º battaglione volontari del Maine-et-Loire, agli ordini del tenente colonnello Nicolas Beaurepaire, venendo poi promosso al grado di sottotenente il 4 agosto di quello stesso anno ed inserito nel corpo dei granatieri.

### La guerra della prima coalizione (1791-1793)

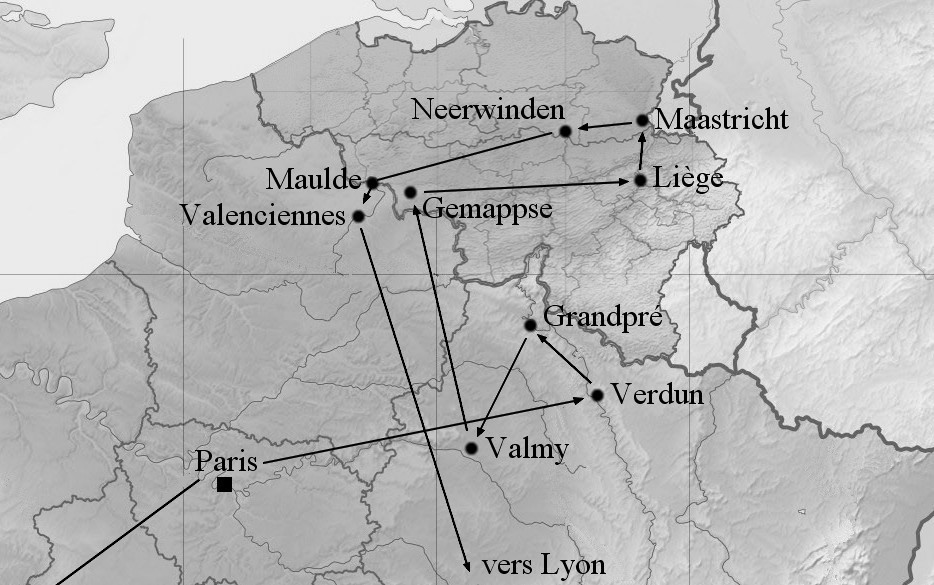
Il percorso di Delaage nella campagna contro la prima coalizione

Il 31 gennaio 1792, per assistere Beaurepaire, Delaage fu nominato aiutante maggiore dal generale Dumourez. Il 1º maggio 1792, dopo una lunga attesa nella Loira inferiore, il 1º battaglione di volontari del Maine-et-Loire partì finalmente per l'est per unirsi all'esercito del Centre. Delaage fece parte della guarnigione di Verdun ed assistette alla resa della città il 2 settembre 1792. Rimase sul posto con 50 uomini e riuscì a salvare dallo scempio il corpo del comandante Beaurepaire che si era ucciso per non firmare la capitolazione della città.
Dopo aver seppellito il loro comandante nel cimitero di Sainte-Menehould, molti degli uomini del 1º battaglione volontari decisero di tornare a casa, come del resto il loro contratto li autorizzava a fare. Il tenente colonnello Lemoine prese il comando del battaglione e si unì all'Armée du Nord. I registri di servizio di Delaage attestano la sua presenza alla parata del Grand-Pré e al "Camp de la Lune" ovvero a Valmy, la prima vittoria dell'esercito rivoluzionario.
Con l'esercito di Dumouriez, presenziò agli scontri di Jemmapes, Mons, Bruxelles e Liegi. L'anno successivo partecipò all'assedio di Maastricht, alla battaglia di Montagne-de-Iron e alla battaglia di Neerwinden.
Nominato capitano della 5ª compagnia del battaglione nel quale militava, il 25 aprile successivo prese parte alla battaglia di Famars, sotto le mura di Valenciennes, e poi coi 600 uomini rimastigli del 1º battaglione di volontari di Mayenne-et-Loire, fece parte della guarnigione incaricata di difendere la città. Durante la capitolazione della città, il 28 luglio, fu fatto prigioniero dagli austriaci e ottenne, poco dopo uno scambio di prigionieri, la sua liberazione.
Vice capo di stato maggiore, il 27 settembre 1793 venne assegnato all'Armata delle Alpi, prese parte all'assedio di Lione e poi venne richiamato per combattere contro i vandeani all'ovest.

### Le guerre di Vandea (1793-1800)
Il 25 ottobre 1793, ottenne l'incarico di difendere l'artiglieria della divisione Beaupuy dopo la battaglia di Croix-Bataille. In una sanguinosa mischia dove i vandeani si impossessarono dei cannoni dei repubblicani, sebbene ferito e avendo perso la propria cavalcatura perché uccisagli sotto la sella, mantenne il comando della sua colonna e riprese la sua artiglieria. Dopo la battaglia di Dol, il generale Jean-Baptiste Kléber chiese per lui alla Convenzione il grado di generale di brigata che gli venne conferito in via provvisoria l'8 frimaio dell'anno II (28 novembre 1793) e poi confermato il 25 pratile dell'anno III.
Il 15 frimaio dell'anno II (5 dicembre 1793), mentre i vandeani assediavano Angers, avendogli conferito Kléber il comando della sua avanguardia, Delaage partì da Châteaubriant, giungendo in dodici ore davanti ad Angers e costringendo i realisti a rinunciare al loro attacco.
Nella battaglia di Le Mans, il 22 dello stesso mese, prese al nemico venti pezzi d'artiglieria pur distinguendosi per una straordinaria umanità: mentre i repubblicani compirono stragi sulla popolazione, l'intrepido Delaage si adoperò personalmente per salvare quanti più possibili bambini e donne dalla strage percorrendo personalmente a cavallo le strade della città. Denunciato per questo comportamento che era stato visto come "filo-realista", Delaage venne arrestato da Jean-Baptiste Carrier. Kléber, indignato per questo arresto, ne chiese subito la liberazione e venne poco dopo ricondotto in servizio nell'esercito.
Combatté quindi diverse battaglie su entrambe le sponde della Liora, collaborando col generale Cordelier. Posto a capo di una colonna dell'esercito repubblicano, sorprese diverse divisioni vandeane nel bocage circostante l'area dove operava e si portò anche a Paimboeuf per sedare una rivolta scoppiata tra i marinai locali.
Il generale comandante in capo Lazare Hoche lo nominò comandante della divisione di Luçon quando venne a sapere che il generale François de Charette stava cercando di radunare truppe per proteggere lo sbarco della flotta inglese. Delaage raggiunse la sua avanguardia a Saint-Vincent, la sconfisse e prese con sé le scorte di armi, munizioni e uniformi inglesi. Ripreso da questo fallimento, alla testa di 9.000 uomini e 1.000 cavalli, Charette marciò su Luçon e, lungo la strada, attaccò il 3 vendemmiaio dell'anno IV (25 settembre 1795), il comune di Saint-Cyr-en-Talmondais, difeso solo da 200 repubblicani che, arroccati nella chiesa, resistettero per diverse ore. Delaage giunse in loco a capo di un distaccamento di soli 1000 fanti e di uno squadrone di cacciatori a cavallo, riuscendo però a disperdere i vandeani e liberando i 200 soldati accerchiati nel villaggio. Il generale in capo Hoche si congratulò con lui per la sua condotta e gli affidò in quello stesso giorno il comando della colonna di 1500 uomini del generale Boussard che era rimasto ucciso nello scontro. Si mise quindi all'inseguimento di Charette, catturando la sua artiglieria, distruggendo le sue polveriere ed ottenendo la sottomissione di diverse città realiste. Durante una ricognizione ricevette due colpi di sciabola e riuscì a salvarsi solo per il provvidenziale arrivo di due ufficiali repubblicani.
Il 19 luglio 1796, dopo aver combattuto praticamente senza sosta dal 1791, dopo numerose ferite e una problematica emersa per il continuo uso del cavallo, decise di rassegnarsi a dimettersi dall'esercito. Il 3 marzo precedente aveva sposato Marie Lemonnier, figlia di Pierre Lemonnier, commerciante, uno di quelli che lo avevano accolto calorosamente quando Angers fu liberata nel 1793. Il 4 luglio 1797 i due ebbero un figlio che venne chiamato come il padre, Henri-Pierre.
Fu solo con lo scoppio di una nuova insurrezione in Vandea che chiese il permesso di riprendere servizio regolare. In questa occasione il ministro Jean-Baptiste Jules Bernadotte gli scriveva: "Quando abbiamo a nostra disposizione un così buon uso di armi, non possiamo perderlo". Il 21 termidoro dell'anno VII (4 agosto 1799), venne quindi inviato alla 22ª divisione militare, allora parte dell'esercito d'Inghilterra. A capo delle guardie nazionali attive del paese e di un distaccamento della 28ª mezza-brigata della seconda divisione, sconfisse i vandeani in vari scontri. Scortato da 14 uomini, cadde nei pressi di Noailles in un'imboscata di 300 vandeani che, fin dalla prima carica, lo misero quasi fuori combattimento; riuscì però ad impadronirsi del fucile di un cacciatore della sua truppa col quale ferì il comandante nemico e riuscì a liberarsi. Un'altra volta rischiò di essere quasi assassinato in piena notte. Sconfisse nuovamente i realisti a Moulins-sous-Châtillon.

### Le campagne nellaGrande Armée(1800-1812)
La sua settima campagna in Vandea era appena terminata, ed ancora si trovava a Cholet quando, il 9 germinale dell'anno 8 (30 marzo 1800), gli venne ordinato dal generale Jacques Louis François de Tilly, capo di stato maggiore de l'Armée de L'Ouest, di recarsi a Tours per prendere il comando di 6000 uomini impiegati nella divisione Monnier della campagna d'Italia. Combatté a Montebello, nella battaglia di Marengo ed a Castel Ceriolo.
La campagna d'Italia ebbe però pesanti conseguenze sul suo stato di salute. Dopo la firma della Pace di Lunéville, il 1° vendemmiaio dell'anno X (29 agosto 1801), venne riformato e si ritirò temporaneamente ad Angers con la sua famiglia. L'0esercito lo richiamò in servizio il 9 fruttidoro dell'anno X (17 agosto 1803). Il 15 piovoso dell'anno XII (5 febbraio 1804), divenne cavaliere della legion d'onore, poi promosso ufficiale il 25 pratile di quello stesso anno (14 giugno).
Venne quindi assegnato a Saint-Omer il 13 ventoso dell'anno XIII (4 marzo 1805) e sottoposto al comando del generale Bourcier, comandante della cavalleria leggera di riserva. Prestò servizio col V corpo d'armata della Grande Armée in Austria, Prussia e Polonia tra il 1805 ed iol 1807. Prese parte alle battaglie di Wertingen, Ulma, Hollabrun e Austerlitz, dove il maresciallo Lannes lo incaricò personalmente di riferire a Napoleone della posizione del V corpo d'armata al mutare delle posizioni dei russi. Combatté anche nella battaglia di Saalfeld, nella battaglia di Jena ed in quella di Pułtusk il 26 dicembre 1806, durante la quale il generale Trelliard venne ferito e Delaage prese il comando provvisorio della divisione, con la quale inseguì i russi nella loro ritirata verso Ostrołęka, prendendo i loro rifornimenti e facendo anche 160 prigionieri. Durante un combattimento di fronte a Tykocin, due reggimenti di cavalleria leggera francesi furono inseguiti da forze superiori ma Delaage contrattaccò i russi con il 21° cacciatori e fermò questa azione.
Nel luglio del 1806, dopo la sua vittoria sulla Coalizione, Napoleone creò la Confederazione del Reno e concesse alcune dotazioni per i servizi resi nella Grande Armée. Delaage ottenne il mulino di Zeigentrain del dipartimento di Werra, in Vestfalia, affittato per la somma di 500 talleri annui a contadini locali.
Nel giugno del 1808, prese il comando della cavalleria del V corpo d'armata questa volta in Spagna. Il generale di divisione Suchet chiese per lui la nomina a generale di brigata adducendo i suoi 14 anni di servizio come ufficiale comandante. Di fronte al rifiuto del ministero, Delaage si rivolse direttamente a Napoleone per ottenere il grado. Gli inviò una lettera, ma la risposta giunse solo nel 1812. Si distinse nel 1809 nell'assedio di Saragozza e nella battaglia di Ocaña, che gli valsero una menzione d'onore nei rapporti dei marescialli Lannes, Soult, Mortier e Suchet. Per premiare il suo contributo in questa campagna, fu nominato barone dell'Impero con il titolo di Saint-Cyr per onorare lo scontro da lui combattuto in quel luogo.
Ritiratosi ancora per motivi di salute il 21 maggio 1811, già dal 12 maggio 1812 venne richiamato in servizio come capo di stato maggiore della 1ª divisione del III corpo d'armata di stanza a Magonza. Prese quindi parte alla campagna di Russia agli ordini del maresciallo Ney. Quest'ultimo gli affidò delle missioni specifiche: il 2 agosto, lo incaricò della ricognizione di Krasnoi e della rimozione delle due opere d'assedio che fiancheggiavano le mura di Smolensk. Il 7 settembre, nella battaglia della Moscova, ricevette l'ordine di occupare con una brigata due ridotte al centro della linea russa quando due gravi ferite lo costrinsero a ritirarsi nelle retrovie dell'esercito. Fu grazie al provvidenziale intervento del barone Larrey, capo chirurgo della Grande Armée, che gli fu possibile salvare il suo braccio sinistro che il chirurgo del suo battaglione gli voleva amputare. Il giorno successivo, su richiesta di diversi ufficiali generali, l'imperatore finalmente lo nominò generale di brigata.

### Da un regime all'altro (1813-1831)
Il 17 giugno 1813, al suo ritorno in Francia, gli venne affidato il comando del Calvados. Dopo l'abdicazione di Napoleone nell'aprile del 1814, mantenne tale funzione e ricevette a Caen il duca di Berry. Su insistenza di quest'ultimo, fu nominato cavaliere dell'Ordine di San Luigi il 29 luglio successivo. Il 1º febbraio 1815 venne licenziato con metà stipendio ed il 14 febbraio 1815 venne insignito della croce di commendatore della Legion d'onore.
Durante i Cento Giorni, Napoleone gli affidò il comando del dipartimento di Deux-Sèvres, dove erano appena scoppiate nuove sommosse. I suoi sforzi per evitare questa nuova guerra civile furono del tutto vani: il 19 giugno 1815, venne incaricato dal generale Lamarque di scacciare i realisti che avevano appena occupato Thouars. Mostrò umanità lasciandoli fuggire dalla città senza combatterli. Dopo la firma della pace, il generale Delaage, cedette al conte d'Autichamp il comando sulla riva sinistra della Loira, ritornando nel dipartimento delle Deux-Sèvres, dove ricevette l'8 agosto, l'ordine di ritirarsi.
Rimase inattivo sino al 30 dicembre 1818 quando venne nominato maresciallo di campo. Il 30 agosto 1826, dopo 31 anni di servizio effettivo, venne pensionato con la somma di 3400 franchi al mese.
Venne richiamato in servizio nel 1830 quando le autorità statali, temendo un'insurrezione legittimista nei dipartimenti dell'Ovest, gli venne affidato il comando militare del Maine-et-Loire, dal 19 agosto. Venne nuovamente pensionato il 5 aprile 1832.